# Гуаско, Франц
Франц фон Гуаско (нем. Franz von Guasco; 1712 — 23 марта 1763) — граф, австрийский фельдцейхмейстер, участник Семилетней войны.
Родился в Пьемонте в 1712 году; вступил сначала в русскую военную службу, и был во многих походах; в том числе против Турции в 1735—1739 годах и против Швеции в 1741—1743 годах.
После Силезских войн, он перешёл в австрийскую армию; объезжал, по повелению императора Франца I, Моравскую и Богемскую границу, для составления плана к её обороне, и при начале Семилетней войны, был генерал-квартирмейстером.
6 мая 1757 года он сражался с пруссаками у Праги, затем 18 июня того же года он находился в битве при Колине, 22 ноября был в деле у Бреслау. За отличие в сражениях он был награждён орденом Марии Терезии.
В 1759 году, будучи комендантом города Эрфурта, он постарался привести его в хорошее оборонительное состояние, но был вынужден оставить этот город по беспечности австрийских форпостов, которые позволили неприятельским партизанам внезапно в него вторгнуться.
Более удачно Гуаско действовал в Саксонии. Особенно он показал себя в переговорах о сдаче Дрездена; а когда в следующем походе 1760 года, прусский король Фридрих Великий со своей стороны осаждал Дрезден, Гуаско пробрался туда с подкреплением в 10000 человек.
Находясь в главной армии, он, в 1761 году, сопротивлялся в позиции при Эгре всем попыткам оттеснить её во Франконию. В наибольшем же блеске Гуаско показал себя в 1762 году, при обороне Швейдница.
Гуаско и его помощник, знаменитый инженер и артиллерист Грибоваль, сделали всё, что необходимо для максимальной защиты города; осада была задержана до позднего для осадных работ неблагоприятного времени года; но, по несчастному случаю, взрыв лаборатории в Яуэрникском бастионе произвёл столь широкие обвалы, что уже нельзя было воспрепятствовать успеху штурма. Гуаско должен был сдаться на капитуляцию. Когда он со своими офицерами приветствовал короля противника, Фридрих сказал им: «Господа! Вы дали наилучший пример всем тем, кто обороняет крепости; но ваше сопротивление стоит мне 8000 человек».
Гуаско скончался в плену, в Кенигсберге, 23 марта 1763 года от апоплексического удара.
И. В. фон Архенгольц характеризует Гуаско как «отличного по храбрости и военному опыту начальника», однако обвиняет последнего в нарушении условий капитуляции прусских войск под Дрезденом в 1759 году.